# OR13G1
OR13G1 (англ. Olfactory receptor family 13 subfamily G member 1) – білок, який кодується однойменним геном, розташованим у людей на короткому плечі 1-ї хромосоми.  Довжина поліпептидного ланцюга білка становить 307 амінокислот, а молекулярна маса — 34 672.
| 10         |  | 20         |  | 30         |  | 40         |  | 50         |
| ---------- |  | ---------- |  | ---------- |  | ---------- |  | ---------- |
| MNHSVVTEFI |  | ILGLTKKPEL |  | QGIIFLFFLI |  | VYLVAFLGNM |  | LIIIAKIYNN |
| TLHTPMYVFL |  | LTLAVVDIIC |  | TTSIIPKMLG |  | TMLTSENTIS |  | YAGCMSQLFL |
| FTWSLGAEMV |  | LFTTMAYDRY |  | VAICFPLHYS |  | TIMNHHMCVA |  | LLSMVMAIAV |
| TNSWVHTALI |  | MRLTFCGPNT |  | IDHFFCEIPP |  | LLALSCSPVR |  | INEVMVYVAD |
| ITLAIGDFIL |  | TCISYGFIIV |  | AILRIRTVEG |  | KRKAFSTCSS |  | HLTVVTLYYS |
| PVIYTYIRPA |  | SSYTFERDKV |  | VAALYTLVTP |  | TLNPMVYSFQ |  | NREMQAGIRK |
| VFAFLKH    |  |            |  |            |  |            |  |            |

A: Аланін

C: Цистеїн

D: Аспарагінова кислота

E: Глутамінова кислота

F: Фенілаланін

G: Гліцин

H: Гістидин

I: Ізолейцин

K: Лізин

L: Лейцин

M: Метіонін

N: Аспарагін

P: Пролін

Q: Глутамін

R: Аргінін

S: Серин

T: Треонін

V: Валін

W: Триптофан

Кодований геном білок за функціями належить до рецепторів, g-білокспряжених рецепторів, білків внутрішньоклітинного сигналінгу. 
Задіяний у такому біологічному процесі як поліморфізм. 
Локалізований у клітинній мембрані, мембрані.